# IC 1629
IC 1629 ist eine kompakte Galaxie vom Hubble-Typ C im Sternbild Walfisch am Südsternhimmel. Sie ist schätzungsweise 564 Millionen Lichtjahre von der Milchstraße entfernt und hat einen Durchmesser von etwa 65.000 Lichtjahren. 

Im selben Himmelsareal befindet sich u. a. die Galaxie IC 83.
Das Objekt wurde am 22. Dezember 1897 von dem französischen Astronomen Stéphane Javelle entdeckt.